# 西班牙国家天然气公司
西班牙国家天然气公司（Enagás, S.A.，西班牙語發音：[enaˈɣas]，本來是“Empresa Nacional del Gas”的縮寫）是一家總部位於西班牙馬德里的天然氣企業，運營著位於韋爾瓦、巴塞羅那和卡塔赫納  的多個液化氣再氣化終端。
該公司由西班牙政府成立於1975年，當時是爲了建造一個全國性的天然氣網絡。1994年私有化，由天然氣公司享有控股權。2002年開始漸漸獨立，天然氣公司的股份也減少到5%。 國營控股公司Sociedad Estatal de Participaciones Industriales也持有其5%的股份。

## 外部連結
- 官方网站